# Seilbahn Monteviasco
Die Seilbahn Monteviasco (it. Funivia di Monteviasco oder Funivia Ponte di Piero-Monteviasco) ist eine Kabinenseilbahn in Curiglia con Monteviasco. Sie führt von der 543 Meter hohen Talstation in Ponte di Piero zur 943 Meter hoch gelegenen Bergstation in Monteviasco. Sie überwindet hierbei eine Höhendifferenz von 400 Metern.
Die Bahn war seit einem Unfall im November 2018 stillgelegt und wurde im August 2025 wiedereröffnet.

## Geschichte
Das Dorf Monteviasco verfügt über keine Zufahrtsstraße, sondern ist nur über Wanderwege und Saumpfade erreichbar. Hauptzugangsweg ist ein 1813 angelegter Fußweg mit etwa 1.400 Stufen, der von Westen vom Tal Val Vedasca ins hoch gelegene Dorf führt. Die unzugängliche Lage begünstigte bereits im frühen 20. Jahrhundert den Rückgang der Einwohnerzahlen des Dorfes. Anfang der 1970er Jahre wurde eine erste Lastenseilbahn zur Erschließung erbaut.
Die Einwohner drängten stetig auf eine Verbesserung der Anbindung ihres Ortes, was 1989 schließlich zur Errichtung der Seilbahn durch die Firma Hölzl Seilbahnbau führte. Es handelt sich um eine Zweiseilumlaufbahn, bei der eine Kabine (ausgelegt für 15 Passagiere) zwischen Talstation und Bergstation pendelt.
Die Inbetriebnahme der Bahn konnte den Einwohnerrückgang verlangsamen und stellte die Grundlage für eine touristische Entwicklung von Monteviasco dar. Der Bahnbetrieb konnte bis 2010 nur während der Tageszeit durchgeführt werden. 2011 wurde die Bahn umfassend modernisiert. Die Installation eines Beleuchtungssystems ermöglichte ab Sommer 2011 auch die Ausweitung der Betriebszeiten.
Am 12. November 2018 verunglückte ein Wartungsarbeiter der Bahn. Die nach dem Unglück folgende Untersuchung brachte weitere Mängel ans Tageslicht, so dass der Bahnbetrieb eingestellt wurde. Zwischen September 2021 und Anfang 2022 fanden Sanierungsarbeiten durch die Gemeinde als Träger der Bahn statt, es konnte jedoch noch kein neuer Betreiber für den Betrieb gewonnen werden. Die Versorgung der wenigen verbliebenen Dorfbewohner wurde währenddessen durch freiwillige Helfer und Carabinieri sichergestellt.
Im August 2025 erfolgte die Wiederaufnahme des Bahnbetriebes.